# Morula (Morula) rodgersi
Morula (Morula) rodgersi is een slakkensoort uit de familie van de Muricidae. De wetenschappelijke naam van de soort is voor het eerst geldig gepubliceerd in 2000 door Houart.